# Michael Semanick
Michael Semanick est un ingénieur du son américain né en 1963.

## Biographie
Michael Semanick fait ses études au Berklee College of Music à Boston (Massachusetts), dont il sort diplômé en 1985.
Après avoir fait partie de Skywalker Sound de 1996 à 2011, il travaille désormais en indépendant.

## Filmographie (sélection)
- 1994 : Ed Wood de Tim Burton
- 1994 : Serial Mother (Serial Mom) de John Waters
- 1995 : Prête à tout (To Die For) de Gus Van Sant
- 1996 : Roméo + Juliette (William Shakespeare's Romeo + Juliet) de Baz Luhrmann
- 1996 : Le Patient anglais (The English Patient) d'Anthony Minghella
- 1997 : The Game de David Fincher
- 1998 : Studio 54 (54) de Mark Christopher
- 1998 : De grandes espérances (Great Expectations) d'Alfonso Cuarón
- 1999 : Fight Club de David Fincher
- 1999 : Arlington Road de Mark Pellington
- 2000 : Incassable (Unbreakable) de M. Night Shyamalan
- 2000 : Space Cowboys de Clint Eastwood
- 2000 : Fréquence interdite (Frequency) de Gregory Hoblit
- 2001 : Le Seigneur des anneaux : La Communauté de l'anneau (The Lord of The Rings: The Fellowship of the Ring) de Peter Jackson
- 2001 : Spy Kids de Robert Rodriguez
- 2002 : Le Seigneur des anneaux : Les Deux Tours (The Lord of the Rings: The Two Towers) de Peter Jackson
- 2002 : Star Wars, épisode II : L'Attaque des clones (Star Wars: Episode II – Attack of the Clones) de George Lucas
- 2003 : Le Seigneur des anneaux : Le Retour du roi (The Lord of the Rings: The Return of the King) de Peter Jackson
- 2003 : Hulk d'Ang Lee
- 2003 : Mystic River de Clint Eastwood
- 2003 : Signes (Signs) de M. Night Shyamalan
- 2004 : Million Dollar Baby de Clint Eastwood
- 2004 : Harry Potter et le Prisonnier d'Azkaban (Harry Potter and the Prisoner of Azkaban) d'Alfonso Cuarón
- 2005 : King Kong de Peter Jackson
- 2005 : Charlie et la Chocolaterie (Charlie and the Chocolate Factory) de Tim Burton
- 2007 : Sweeney Todd : Le Diabolique Barbier de Fleet Street (Sweeney Todd: The Demon Barber of Fleet Street) de Tim Burton
- 2007 : Les Cerfs-volants de Kaboul (The Kite Runner) de Marc Forster
- 2007 : There Will Be Blood de Paul Thomas Anderson
- 2007 : Ratatouille de Brad Bird
- 2008 : L'Étrange Histoire de Benjamin Button (The Curious Case of Benjamin Button) de David Fincher
- 2008 : Ponyo sur la falaise (崖の上のポニョ (Gake no ue no Ponyo?)) de Hayao Miyazaki
- 2008 : WALL-E d'Andrew Stanton
- 2009 : Là-haut (Up) de Pete Docter
- 2010 : The Social Network de David Fincher
- 2010 : Toy Story 3 de Lee Unkrich
- 2010 : Alice au pays des merveilles (Alice in Wonderland) de Tim Burton
- 2011 : Millénium : Les Hommes qui n'aimaient pas les femmes (The Girl with the Dragon Tattoo) de David Fincher
- 2011 : Cars 2 de John Lasseter et Brad Lewis
- 2012 : Le Hobbit : Un voyage inattendu (The Hobbit: An Unexpected Journey) de Peter Jackson
- 2012 : Frankenweenie de Tim Burton
- 2013 : Le Hobbit : La Désolation de Smaug (The Hobbit: The Desolation of Smaug) de Peter Jackson
- 2013 : Monstres Academy (Monsters University) de Dan Scanlon
- 2014 : Le Hobbit : La Bataille des Cinq Armées (The Hobbit: The Battle of the Five Armies) de Peter Jackson
- 2015 : Hôtel Transylvanie 2 (Hotel Transylvania 2) de Genndy Tartakovsky
- 2015 : Vice-versa (Inside Out) de Pete Docter et Ronnie del Carmen
- 2016 : Alice de l'autre côté du miroir (Alice Through the Looking Glass) de James Bobin

## Distinctions

### Récompenses
- Oscar du meilleur mixage de son
  - en 2004 pour Le Seigneur des anneaux : Le Retour du roi
  - en 2006 pour King Kong

### Nominations
- British Academy Film Award du meilleur son
  - en 2002 pour Le Seigneur des anneaux : La Communauté de l'anneau
  - en 2003 pour Le Seigneur des anneaux : Les Deux Tours
  - en 2004 pour Le Seigneur des anneaux : Le Retour du roi
  - en 2008 pour There Will Be Blood
  - en 2009 pour WALL-E
  - en 2010 pour Là-haut
  - en 2013 pour Le Hobbit : Un voyage inattendu
- International Online Cinema Awards (INOCA) du meilleur mixage de son
  - en 2003 pour Signes (Signs)
- Oscar du meilleur mixage de son
  - en 2002 pour Le Seigneur des anneaux : La Communauté de l'anneau
  - en 2003 pour Le Seigneur des anneaux : Les Deux Tours
  - en 2008 pour Ratatouille
  - en 2009 pour L'Étrange Histoire de Benjamin Button
  - en 2009 pour WALL-E
  - en 2011 pour The Social Network
  - en 2012 pour Millénium : Les Hommes qui n'aimaient pas les femmes
  - en 2014 pour Le Hobbit : La Désolation de Smaug